# Stanislav Dinejkin
Stanislav Anatol'evič Dinejkin (in russo Станислав Анатольевич Динейкин?; Stavropol', 10 ottobre 1973) è un pallavolista russo.

## Palmarès

### Nazionale (competizioni minori)
- European League 2004